# Parc Nacional del Gran Himàlaia
El Parc Nacional del Gran Himàlaia és un dels parcs nacionals de l'Índia. Està situat a la regió de Kulu, a l'estat de Himachal Pradesh, i està inscrit a la llista del Patrimoni de la Humanitat del 2014.